# Cabuts

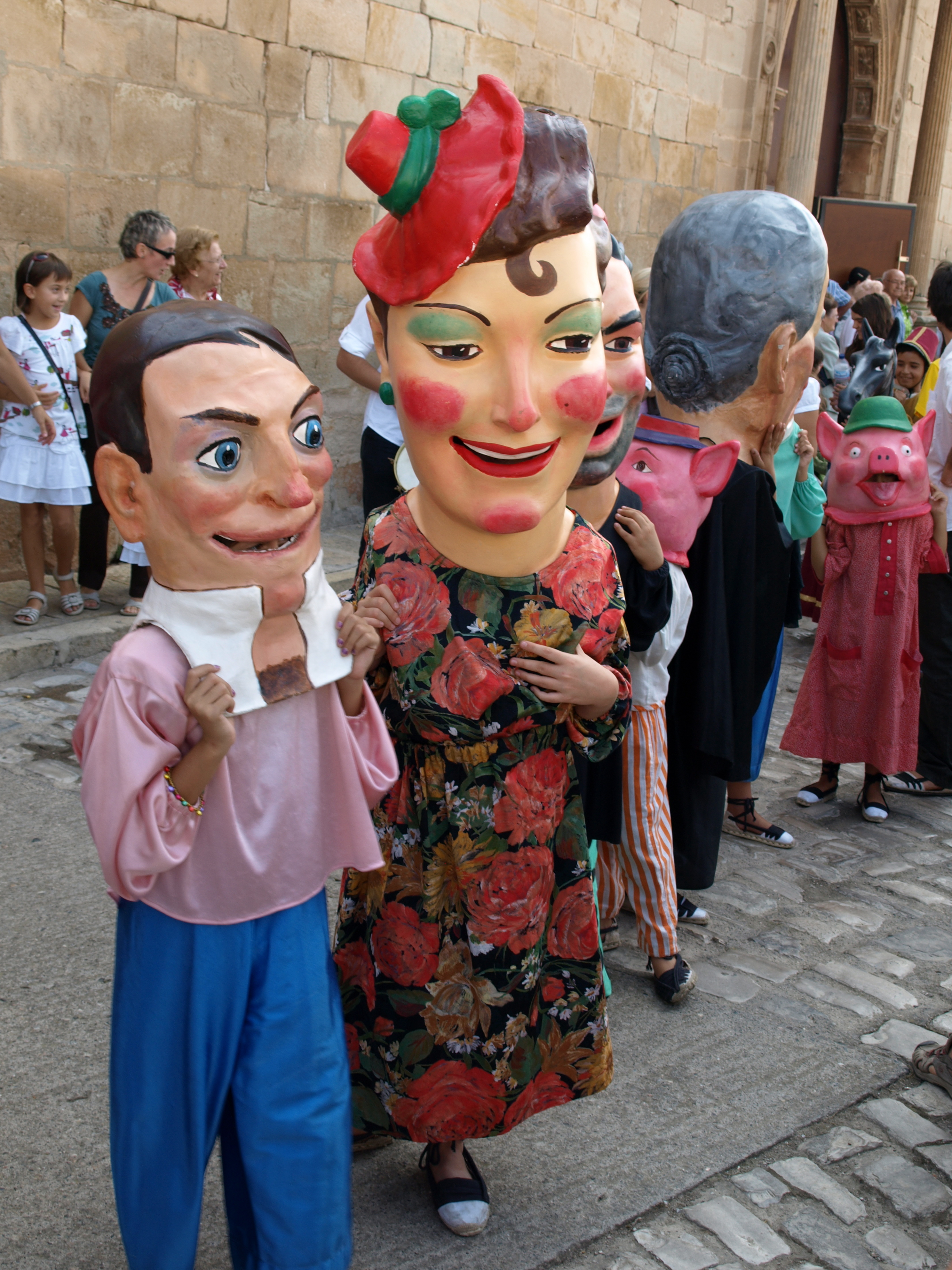
Capgrossos a Bellpuig

Els cabuts, capgrossos, cabeçuts, caparrots, cabets, nanos o nanets són figures antropomorfes típiques de les festes populars dels Països Catalans i el País Basc (on s'anomenen Buruhandiak o Kilikiliak).
Els "nanos" són aquells caps, de vegades amb cos inclòs, que amb una persona a dins fan la sensació d'una figura humana escurçada. Per a produir aquest efecte l'espiera del portador és al front o al barret de la figura. El capgròs, en canvi, és una pròtesi en forma de cap, generalment humà, que es col·loca damunt les espatlles del portador i fa l'efecte d'un personatge estrafet, amb el cap desmesurat. El portador acostuma a veure-hi per la boca o pel pap.
La funció que tenen dins la festa és diversa. N'hi ha que obren pas i mantenen l'ordre a les processons i als seguicis; per això alguns dels capgrossos més antics duen o han dut xurriaques, fustes i bufetes per a fer aquesta funció. Alguns altres han representat personatges concrets, en comparses teatralment orquestrades expressament. Una tendència recent és d'utilitzar un capgròs com a element d'homenatge local. Majoritàriament, nanos i capgrossos són elements vinculats a les colles de gegants, per bé que n'hi ha que pertanyen a comparses totalment autònomes.
A Catalunya són famosos els nanos d'Olot, per la seva coreografia, i els de Tarragona i Mataró, per la seva indumentària. A Terrassa durant la Festa Major s'estrena el Capgròs de l'any que homenatja la testa d'un personatge popular que hagi destacat per la seva aportació a la ciutat de Terrassa.
Els nanos d'Ulldecona els van realitzar l'artista Vicent Barrera Carapuig i Joan Casola Bel.